# 木粉机
木粉机，是将木材研磨为粉狀的设备。木粉机根据不同的工作方式和刀具的不同有着不同的分类，目前主要分为刀片式木粉机和齿轮式木粉机。

## 原理
刀片式木粉机利用风机将物料吸入粉碎室，利用高速旋转的刀具将物料进行粉碎，粉碎后物料经过塞挡室机对粉碎后的物料进行分级，实现对成品细度的控制。经过萨克隆後进入筛分机，利用筛分机将物料进行筛分，达到要求的物料通过筛网的过滤出料，而粗料則通过粗料口回到进料口再次筛分。
齿轮式木粉机利用螺旋输送机将物料输送如主机，利用齿轮的相互挤压将物料研磨成粉，利用风机将物料抽出，在通过分析机的时候实现对细度的控制，经过沙克隆后出料，根据成品的要求可以按情況配用筛子。

## 參看
- 木粉（英语：Wood flour）